# Ипсарио
Ипса̀рио или Псарио (на гръцки: Υψάριο, местно име Псарио̀, Ψαριό) е планина на остров Тасос, Гърция. Едноименният ѝ най-висок връх е с височина 1206 m.

## Описание
Планината е разположена в центъра и северната част на Тасос. Скалите ѝ са гнайси, доломити, шисти и мрамори. В по-ниските части е покрита с борови гори (черен и бял бор), а в по-високите е
доста скалиста, със стръмни склонове, предимно на изток.
Ипсарио е определена като орнитологично важно място (016).
Стръмните склонове на планината са подходящи за изкачване. На северната страна на планината, между върховете Псарио и Спитудия и на височини 910 m в местността Кукла, приблизително на 2,15 часа от Потамия или на 13 km от селището Мариес, се намира хижата „Янис Панайоту“ с 12 места за спане. От хижата до върха са около 45 минути.
Изкачването до върха може да стане от село Потамия (110 m) за около 3 часа или от село Теологос (240 m) за около 3,30 часа.
| Име              | Име                    | Височина | Местоположение                                 |
| ---------------- | ---------------------- | -------- | ---------------------------------------------- |
| Псарио           | Ψαριό                  | 1206 m   | в централната част, ЮИ над Потамия             |
| Агиос Атанасиос  | Άγιος Αθανάσιος        | 564 m    | в С част, И от Рахони (Вулгаро)                |
| Агиос Димитриос  | Άγιος Δημήτριος        | 704 m    | в ЮИ част, З от Кинира                         |
| Айс Матис        | Άης Μάτης              | 809 m    |                                                |
| Врахос Канавури  | Βράχος Καναβούρι       | 713 m    | в З част, ЮЗ от Мариес                         |
| Вуно             | Βουνό                  | 513 m    | в ЮИ част, С от Теологос                       |
| Дикефалос        | Δικέφαλος              | 736 m    | в З част, ЮЗ от Мариес                         |
| Дио Кефалес      | Δύο Κεφαλές            | 1031 m   | в централната част, ЮИ от Рахони (Вулгаро)     |
| Епано Крумбадос  | Επάνω Κρούμπαδος       | 572 m    | в С част, над Агиос Георгиос                   |
| Ипсиланти Врахос | Υψηλάντη Βράχος        | 568 m    | в ЮИ част, ЮИ от Теологос                      |
| Каменос          | Καμένος Βράχος         | 1075 m   | в централната част, ЮИ над Потамия             |
| Катарес          | Καθαρές, Καθάρες       | 874 m    | в З част, СЗ от Мариес                         |
| Кедрели          | Κεδρέλι                | 720 m    | в И част, ЮЗ от Потамия                        |
| Кедри            | Κέδροι                 | 860 m    | в З част, С от Мариес                          |
| Клисиди          | Κλεισίδι, Κλεισίδη     | 581 m    | в И част, Ю от Скала Потамияс                  |
| Корифес, Виглес  | Κορυφές, Βίγλες        | 739 m    | в З част, ЮЗ от Микрос Принос (Микро Касавити) |
| Лофио            | Λοφίο                  | 725 m    | в ЮИ част, ЮЗ от Кинира                        |
| Месониси         | Μεσονήσι               | 680 m    | в централната част, СИ от Мариес               |
| Митуди           | Μυτούδι                | 620 m    | в И част, З от Потамия                         |
| Певко, Плакес    | Πεύκο, Πλάκες          | 840 m    | в З част, СИ от Мариес                         |
| Профитис Илияс   | Προφήτης Ηλίας         | 1109 m   | в И част, З от Панагия                         |
| Спати            | Σπαθί                  | 811 m    | в централната част, СИ от Мариес               |
| Пурнари          | Πουρνάρι               | 605 m    | в З част, Ю от Мариес                          |
| Спитудия         | Σπιτούδια              | 1048 m   | в И част, З от Потамия                         |
| Стефания         | Στεφάνια               | 595 m    | в Ю част, З от Кастро                          |
| Сумадотопи       | Σουμαδότοποι           | 800 m    | в З част, З от Мариес                          |
| Трикорфо, Цуцула | Τρίκορφο, Τσουτσούλα   | 857 m    | в ЮИ част, ЮЗ от Кинира                        |
| Тумба            | Τούμπα                 | 1135 m   | в централната част, ЮИ от Рахони               |
| Фанос            | Φανός                  | 744 m    | в И част, Ю от Скала Потамияс                  |
| Фенгари          | Φεγγάρι                | 726 m    | в централната част, СИ от Мариес               |
| Цецос            | Τσέτσιου Ράχη, Τσέτσος | 1079 m   | в централната част, ЮИ от Рахони               |
| Цукнида          | Τσουκνίδα              | 1040 m   | в И част, ЮЗ от Потамия                        |